# 엑스텐션 (영화)
《엑스텐션》(프랑스어: Haute Tension)은 프랑스에서 제작된 알렉상드르 아자 감독의 2003년 슬래셔 영화이다. 세실 드프랑스 등이 출연하였고, 알렉상드르 아르카디 등이 제작에 참여하였다.

## 출연진
- 세실 드프랑스
- 마이우엔
- 필리프 나옹
- 프랑크 칼푼
- 오아나 펠레아
- 가브리엘 스파히우

## 기타 제작진
- 라인 제작: 이니고 레치
- 배역: 플로린 케보르키안
- 미술: 르날드 코트베르디, 토니 에그리
- 세트: 가브리엘 네키타
- 특수 효과: 아드리안 포페스쿠